# Oxyothespis longicollis
Oxyothespis longicollis es una especie de mantis de la familia Mantidae.

## Distribución geográfica
Se encuentra en Costa de Marfil, Kenia y Somalia.